# 田中真美子
田中 真美子（たなか まみこ、1996年12月11日 - ）は、日本の元女子バスケットボール選手である。ポジションはセンター。東京都三鷹市出身。
兄はラグビー選手の田中真一。夫はプロ野球選手の大谷翔平。

## 来歴
小学校の頃は空手を習い、日野市立日野第一中学校では「球技系の部活動に入りたい」「兄がバスケットボール部だったから」という理由でバスケットボールを始め、中学3年生の時には身長は177cmあった。部活では都大会に出場、ベスト16という成績を残した。3年時に1学年上のバスケットボールアジアU-16選手権日本代表に抜擢され、東京成徳大学高校卒業後早稲田大学に進み、3年時にユニバーシアード日本代表として銀メダル獲得。
2019年、富士通レッドウェーブに加入。 以前はセンターポジションを務めていたが、フォワードにコンバートされた。シーズンは12試合に出場し、1試合平均9.4分、3.3得点、3.6リバウンドを記録し、チームは13勝3敗となった。同年のユニバーシアードにも2大会連続で選出。
2021-22シーズンでは、1試合平均13.3分、4.2得点、2.9リバウンドを記録。レッドウェーブはレギュラーシーズンで17勝3敗となり、プレーオフファイナルに進出したが、トヨタ自動車アンテロープスに敗れた。2021年8月、日本代表候補に選出。
2022-23シーズンでは、1試合平均24分の出場で、7.8得点、6.0リバウンドを記録した。レギュラーシーズン最終戦では、10得点、11リバウンドのダブルダブルを達成した。プレーオフでは、準々決勝でENEOSサンフラワーズに敗れた。
2023年4月に引退を発表した。

## 引退後
2024年2月29日、プロ野球選手の大谷翔平が自身のInstagramにて結婚を発表。3月15日に田中と並ぶ写真が初めて公開された。
2024年12月29日、第1子を妊娠していることを発表した。2025年4月19日（日本時間20日）に夫の大谷がInstagramで、第1子の長女が誕生したことを報告した。

## 日本代表歴
2011年のバスケットボールアジアU-16選手権で優勝、2012年のFIBA U17バスケットボール・ワールドカップで4位、2014年のバスケットボールアジアU-18選手権で準優勝、大学在学中はU-23の代表チームでプレーし、2017年に台湾で開催された夏季ユニバーシアードで日本代表として銀メダルを獲得した。この大会では、1試合平均20.8分、8.2得点、4.8リバウンドの成績を残し、2019年の夏季ユニバーシアードに再び出場し4位になった。彼女は2021年のFIBA3x3女子オリンピック予選トーナメントに備えるため3x3代表チームでトレーニングし、チームと共に大会に遠征したものの、最終メンバーには入らなかった。
- 2011 U-16アジアカップ
- 2012 U-17アジアカップ
- 2017ユニバーシアード
- 2019ユニバーシアード
- FIBA 3×3 Olympic Qualifying Tournament 2021（予備選手）[15]

## 個人成績
| 2019–20 | 富士通レッドウェーブ | バスケットボール女子日本リーグ | 12 | 9.4  | .619 | .273 | .714 | 3.6 | 0.3 | 0.4 | 0.5 | 3.3 |
| 2020–21 | 富士通レッドウェーブ | バスケットボール女子日本リーグ | 19 | 18.8 | .586 | .282 | .577 | 4.2 | 0.7 | 0.8 | 0.9 | 7.9 |
| 2021–22 | 富士通レッドウェーブ | バスケットボール女子日本リーグ | 19 | 13.3 | .477 | .313 | .800 | 2.9 | 0.1 | 0.3 | 0.5 | 3.8 |
| 2022–23 | 富士通レッドウェーブ | バスケットボール女子日本リーグ | 28 | 24.0 | .477 | .250 | .696 | 6.0 | 0.7 | 1.0 | 0.9 | 8.9 |